# Djelmé (Gobo)
Ne doit pas être confondu avec Djelmé.
Djelmé est un village du Cameroun situé dans la région de l'Extrême-Nord, le département du Mayo-Danay et l'arrondissement de Gobo. Ce village est limité au nord par l’arrondissement de Guéré, à l’Est par Ouro Bouna, au Sud par Tikem et à l’Ouest par Dongo. Ce village fait partie du canton de Mousseye, l'un des trois cantons de l'arrondissement de Gobo.

## Population
En 1967, Djelmé comptait 430 habitants, principalement des Moussey. La localité disposait d'une école publique et d'une mission catholique.
Lors du recensement de 2005 (RGPH3), 3 003 personnes y ont été dénombrées.